# Domaslava
Domaslava war eine Königsgemahlin in Kroatien in der ersten Hälfte des 10. Jahrhunderts. Die Erwähnung ihres Namens gilt als frühester Beleg einer kroatischen Königin, der bisher gefunden wurde. Sonst ist nichts über ihr Leben bekannt.
Ihre Existenz wird einzig durch die Fragmente der Widmungsinschrift auf der Altartrennwand in der Kirche St. Vitus in Klis bezeugt.

Nach Neven Budak lautet die lateinische Inschrift des Fragments:
“[Ego ... Rex Croat]orum filiu[s ... regis una cum coniuge] mea Domaslava regina [hoc opus fieri iussi]”

„Ich ... König der Kroaten, Sohn des Königs ..., gemeinsam mit meiner Königin Domaslava habe ich dieses Werk in Auftrag gegeben.“
Vermutlich war sie die Ehefrau von Kresimir I. (935–945) und Mutter von Mihajlo Krešimir II. (949–969) oder aber auch einem früheren Herrscher verbunden, da die Identitäten späterer Königinnen bekannt sind.